# 米莱娜·马约加
米莱娜·马约加（英語：Milena Mayorga；1976年4月22日—），萨尔瓦多共和国政治人物、主持人、新聞主播、模特兒，现任萨尔瓦多圣萨尔瓦多省立法议会的代表。曾担任模特和选美比赛的选手，曾在1996年环球小姐比赛中代表萨尔瓦多参加选美比赛，并在该比赛中名列前十。随后在萨尔瓦多担任各种媒体主持人。2020年9月24日，被任命为驻美国大使。

## 生平
马约加于1976年4月22日在圣萨尔瓦多出世，父亲是一名医生，母亲是委内瑞拉人；她拥有社会传播和市场营销方面的硕士学位和神学学位。高中毕业后，马约加成为萨尔瓦多最长的电视节目Fin de Semana的威利·马尔多纳多的模特。在1996年环球小姐比赛中，马约加进入前十名选手名单，但最终沒有登上环球小姐。值得一提的是，当时的主办机构大老板是唐纳德·特朗普。在参加环球小姐之后，从1999年到2005年，马约加担任萨尔瓦多雷尼亚电信公司的新闻主播。2005年6月，她加入了竞争对手Canal 12频道，并成为萨尔瓦多最长的早晨电视节目的新主持人之一，使得他在国内知名度甚高。
2011年7月至2017年2月，马约加担任萨尔瓦多第12频道的脱口秀节目Milena Tu Amiga的主持人。

### 政治生涯
马约加于2016年3月从电视台辞职，同时宣布他将参加民族主义共和联盟的内部选举。2017年5月14日，她提交了注册身份，成为圣萨尔瓦多市的代表。2018年5月1日，她首次晋身国会，担任萨尔瓦多省议会的立法议会议员。但是，在2020年6月4日，她宣布放弃党籍，原因是她指控民族主义共和联盟的领导层腐败，并要求萨尔瓦多检察长起诉那些参与腐败行为的人。
2020年9月24日，马约加获得总统納伊布·布克萊任命她为萨尔瓦多驻美国大使。民族主义共和联盟副手玛格丽塔·埃斯科巴尔（Margarita Escobar）批评指控该党腐败的马约加担任驻美大使表示不满。部分人士也批评马约加在她短暂的政治生涯中没有任何外交经验。12月23日，美国总统唐纳德·特朗普接受了马约加的任职资格，正式担任萨尔瓦多驻美国大使。

## 個人生活
她和丈夫在一起有两个孩子。